# Esterházy Sándor (jogtanár)
Esterházy Sándor (Kolozsvár, 1863. október 19. – Budapest, 1907. szeptember 28.) jogtanár.

## Élete
1892-től tanított a kassai jogakadémián jogbölcseletet és büntetőjogot, majd 1906-tól az intézmény igazgatója.

## Megjelent művei
- A párbajról (Kolozsvár, 1885)
- Bölcselkedések (Kolozsvár, 1892)
- A jog lényegéről (Kassa, 1893)
- A bűntényről általában (Kassa, 1893)
- Enyhébb irányzat a büntető jogban (Kassa, 1894)
- A jus szó jelentése a római jogban (Kassa, 1895)
- A bölcseleti jogtudomány kézikönyve (Kassa, 1897-1899)
- A jog, mint a vagyon megoszlását rendező elv (Kassa, 1898)
- Tudomány és Egyetem (Kassa, 1906)
- Társadalmi kiválás és kiválasztás (Kassa, 1906)